# Skechers
Skechers est une entreprise spécialisée dans la confection de chaussures fondée en 1992 à Manhattan Beach en Californie.

## Histoire
Skechers est fondée par Robert et Michael Greenberg en 1992 à Manhattan Beach en Californie.
Skechers était spécialisée dans les bottes et les chaussures de planche à roulettes avant de devenir généraliste dans le domaine de la chaussure de sport.